# Tanaka Tomohiro
Tomohiro Tanaka (田中 智大 Tanaka Tomohiro, sinh ngày 10 tháng 1 năm 1991 ở Fukuoka) là một cầu thủ bóng đá người Nhật Bản. Anh thi đấu cho Blaublitz Akita.

## Thống kê câu lạc bộ
Cập nhật đến ngày 23 tháng 2 năm 2018.
| Thành tích câu lạc bộ | Thành tích câu lạc bộ | Thành tích câu lạc bộ | Giải vô địch | Giải vô địch | Cúp                   | Cúp                   | Tổng cộng | Tổng cộng |
| Mùa giải              | Câu lạc bộ            | Giải vô địch          | Số trận      | Bàn thắng    | Số trận               | Bàn thắng             | Số trận   | Bàn thắng |
| Nhật Bản              | Nhật Bản              | Nhật Bản              | Giải vô địch | Giải vô địch | Cúp Hoàng đế Nhật Bản | Cúp Hoàng đế Nhật Bản | Tổng cộng | Tổng cộng |
| --------------------- | --------------------- | --------------------- | ------------ | ------------ | --------------------- | --------------------- | --------- | --------- |
| 2013                  | FC Gifu SECOND        | JRL (Tōkai)           | 14           | 10           | 1                     | 0                     | 15        | 10        |
| 2014                  | FC Gifu               | J2 League             | 9            | 1            | 0                     | 0                     | 9         | 1         |
| 2015                  | Gainare Tottori       | J3 League             | 36           | 3            | 1                     | 0                     | 37        | 3         |
| 2016                  | Blaublitz Akita       | J3 League             | 24           | 8            | 1                     | 0                     | 25        | 8         |
| 2017                  | Blaublitz Akita       | J3 League             | 31           | 15           | 1                     | 1                     | 32        | 16        |
| Tổng                  | Tổng                  | Tổng                  | 114          | 36           | 4                     | 1                     | 118       | 37        |